# 高密郡
高密郡，中国南北朝时设置的郡。
秦朝设胶西郡，西汉时曾改胶西国，本始元年（前73年）又改胶西郡为高密国。仍治高密县，下辖五县：高密县、昌安县、石泉县、夷安县、成乡县。西汉末年，辖境约当今山东省高密市一带。东汉建武十三年（37年）废入北海国。
西晋元康十年（300年），复置高密国，刘宋改为高密郡，治所在桑犊城（今山东省潍坊市东），属青州。北魏时移治高密县（今高密市西南）。辖境相当今山东省潍坊、高密、胶州、安丘等市地。北齐移治东武县（隋改诸城县，今山东省诸城市）。隋朝开皇初废。大业初年，改密州为高密郡。唐朝武德五年（622年）复为密州，天宝元年（742年）又改为高密郡，下辖诸城县、高密县、安丘县、莒县，乾元元年（758年）复为密州。
唐朝高密郡太守
- 杨仲嗣（天宝初年）
- 张愿（750年）

## 相关
- 高密王